# Свети Атанасий (Ливадеро)
Вижте пояснителната страница за други значения на Свети Атанасий.
„Свети Атанасий“ (на гръцки: Αγίου Αθανασίου) е православна късносредновековна църква в планинското кожанско село Ливадеро (Мокро), Егейска Македония, Гърция, част от Сервийската и Кожанска епархия.
Храмът е построен в XVI – XVII век. Във вътрешността на църквата има запазени стенописи от началото на XVII век. Те са добре запазени и не са нито реставрирани, нито консервирани.
На 27 януари 1977 година църквата е обявена за защитен паметник.
До нея в 1987 година при митрополит Дионисий Сервийски и Кожански е построен нов храм със същото име.